# 川田太鼓工房
株式会社川田太鼓工房（かわだたいここうぼう）は、1979年（昭和54年）に創業した和太鼓の専門メーカー。

## 概要
- 伝統的な太鼓製造のみならず、独自開発商品のハイテク太鼓の製造販売を行っている。また太鼓台、鳴物、チャッパ、祭礼商品等の和太鼓関連商品の販売も行っている。
- 太鼓練習場の運営も行っており一般人へ貸し出しをしている。

## 歴史
- 1979年7月、福島県南会津郡南会津町(旧田島町)針生で川田久義が創業を開始。
- 1982年、現在本社工場のある永田へ移転。
- 1984年、楢の集成材による「ハイテク太鼓」を開発。第2回地域優良木工品クラフト全国展でも高い評価を得て入賞。
- 1989年10月、南会津町中荒井にて中荒井工場の操業開始。
- 1989年11月、南会津郡下郷町に太鼓練習場弥五島会館を開設。「名古屋世界デザイン博」に招待。
- 1991年3月、太鼓教室を開催。
- 1991年10月、「'91年楽器フェア」(東京・池袋)に和太鼓業者として初めて出展。イベントで新しい太鼓演奏を披露し、以降2年ごとの楽器フェアに出展。
- 1994年5月、東京都下北沢に支店を兼ねた和太鼓専門店「清」(その後東京支店に)を開設。
- 2002年7月、株式会社へ組織変更。
- 2006年7月、千葉県成田市に成田店を開設。
- 2007年9月、成田店を新会社「鼓響」に移行。
- 2013年4月1日、電子楽器メーカー「コルグ」とのコラボ商品「WAVEDRUM Mini 和太鼓」を発売。世界初の電子和太鼓練習機で、限定500台発売された。
- 2014年12月、東京支店 閉店。
- 2017年4月1日、川田久義 代表取締役を辞任。平野束が代表取締役に就任。

## 製品

### 太鼓
- 長胴太鼓
- ハイテク長胴太鼓
- 長々胴太鼓
- 締太鼓
- 深平太鼓
- 平太鼓
- 桶胴太鼓
- 担ぎ桶胴太鼓
- 土拍子太鼓
- 南部桶胴太鼓
- ミニ桶胴太鼓
- うちわ太鼓
- ミニ太鼓セット
- 紋入れ・名入れ加工

### 太鼓台
- 伏せ台
- 折畳台
- 四本柱台
- 八丈台
- やぐら台
- 屋台囃子台
- 宮台
- お囃子台
- 平太鼓用台
- 締太鼓用台
- 桶胴太鼓用台
- 三本足伏せ台

### アクセサリー
- 太鼓ソフトカバー
- バチ袋
- ストラップ
- 和太鼓用テンプレート
- 足袋・祭半天
- 締太鼓用ロープ・ボルト
- 締太鼓パーツ
- 締太鼓附胴
- あげバチ
- 御太鼓調
- 桶太鼓用ロープ

### 太鼓バチ
- 太鼓バチ
- テーパー型バチ
- 竹バチ
- ヒダノ修一 model
- シグネチャー・ショルダーテーパー締太鼓バチ

### 太鼓修理
太鼓革張り替え・修理など。

### WAVEDRUM Mini 和太鼓
コルグとのコラボ商品。世界初の電子和太鼓練習機で、限定500台発売された。

### 鉦・拍子木
- チャッパ
- チャンチキ
- 手平鉦
- 松虫
- 房紐
- ミニチャッパ
- 拍子木

### 横笛
- 紫水流篠笛 　獅子田藤巻
- 紫水流民謡笛(洋音階)藤巻半重
- プラスチック横笛　飛天
- 篠笛袋
- 篠笛教則本

### 擬音笛
- 紫山擬音笛

### 民舞・芸能用楽器
- 神楽鈴
- 鳴子
- ドラ